# Ezequiel Brailovsky
Ezequiel Dario Brailovsky (nacido el 14 de abril de 1979) es un árbitro de fútbol argentino que ha sido árbitro asistente internacional de la FIFA desde 2013.
Debutó en Argentina como árbitro asistente en el Torneo Clausura 2009.